# Історія Болграда
Історія Болграду почалась від 600—700 рр. нашої ери:

## Залишки давніх поселень
На території сучасного міста і поблизу нього виявлені і частково досліджені залишки стародавніх поселень. У IV—III століттях до н. е. тут жили землероби епохи міді (гумельницької культури). Відомі також поселення епохи бронзи (II — початок I тисячоліття до н. е.) Перших століть н. е. і часів Київської Русі (IX—XII ст.). У XIII сторіччі землі сучасного міста захопили монголо-татари. З XVII століття тут кочували ногайці білгородської орди.

## Село Табаки
Після закінченню російсько-турецької війни, коли Бессарабія була включена до складу Російської імперії, почалося інтенсивне заселення краю задунайськими болгарами, що бігли від турецького гніту. У 1812 році вони заснували на березі озера Ялпуг село Тобако, яке в скоріше стане центром болгарських поселень. У рік заснування там налічувалося 78 дворів (601 житель).
У жовтні 1819 царський уряд прийняв указ «Про устрій задунайських переселенців у Бессарабії», згідно з яким кожна сім'я отримувала десятину громадської землі, болгари звільнялися від рекрутської повинності і на 7-10років (залежно від часу переходу до Росії) — від сплати податків. Цим же указом село Табаки на прохання переселенців було перейменовано в Болград (від болгарських слів «бол» — достаток і «град» — місто). Проте за пропозицією головного піклувальника Південного краю Росії генерала І. Інзова було вирішено закласти в 5-6 км від Тобако на березі озера Ялпуг нове місто. У 1821 був складений план і розгорнуто будівництво. Від сюди і веде свій початок історія міста Болграда.

## Масове переселення болгар
Місто що став офіційним центром управління задунайськими болгарськими поселенцями в Бессарабії швидко забудовувався. Переважна більшість його жителів складали селяни-ремісники. Але селилася тут і частина багатої буржуазії, що не бажала залишатися під владою феодальної адміністрації та вояччини.
Перше масове переселення болгар територію Росії почалося після російсько-турецької війни 1828—1829 рр. Шлях російських військ, які йшли в 1828 році за Дунай, пролягав через Болгарію — про це нагадує обеліск, встановлений на околиці міста. У 1830 році сюди прибуло 200 сімей, кількість сімей склало 364 чоловік. Болгари з Сливена і Ямбол утворили родові громади, тому дві частини міста отримали назву Слівенська і Ямбольской. У 1839 році кількість жителів перевищило 5 тис. осіб.
У 40-их роках XIX ст. Болград став одним з промислових і торгових центрів краю. Більшість населення займалося ремеслом поєднуючи його з веденням сільського господарства. Переважали дрібні промислові підприємства кустарного типу, іменовані «заводами». У 1845 їх налічувалося 40, на кожному з яких трудилося всього 5-6 осіб. Працювало у місті так само чимало сукноробів, зброярів і срібників. Гостру конкурентну боротьбу викликали найбільш великі «заводи», де використовувалася наймана праця, а їх власники шляхом хабарів і підкупу отримували замовлення земського і волосних правителів. Швидко майорів торгівля. Вже через п'ять років після заснування міста в 1826 році кам'яних крамниць у місті налічувалося 64. На двох базарних площах по неділях влаштовувалися торги.
По закінченні російсько-турецької війни, почалося інтенсивне заселення краю жителів.

### Розвиток м. Болград у 1830-40-х роках
У 30-40-х роках швидко розбагатіли па експлуатації народних мас переселилися до Болград болгарські капіталісти Каназірський, Мінко, Черкез, Топал. За підтримки Буткова, керуючого задунайськими болгарськими поселенцями, вони, обійшовши закони, отримали в оренду на пільгових умовах за 3-6 тис. десятин общинних земель у селах Аккерманського та Ізмаїльського повітів, крім того, мали по 20-30 тис. овець. Свої багатства вони наживали, використовуючи найману робочу силу, закабаляючи селян. Самим хижим і спритним експлуататором мав славу Каназірський. Комісії, які розслідували скарги селян на нього, змушені були визнати, що багач розкрадав громадські запаси зерна. Вигляд міста свідчив про різкі контрасти в соціальному та економічному становищі його мешканців.
У Центрі височів величний Преображенський собор, побудований в стилі російського ампера в 1833–1835 рр. Поруч розкинувся громадський сад, окрасою якого були чотири фонтани, а навколо нього розташувалися особняки багатих землевласників, купців і лихварів. У середині XIX ст. в місті налічувалося тільки 78 будинків, 553 сім'ї жили в розташованих на околицях землянках і тимчасових мазанках.
У 1835 році в Болграді було відкрито першу лікарня на 5 ліжок, де працювали лікар і фельдшер. Медична допомога надавалася за плату, тому користуватися нею могли в основному заможні жителі. Для безкоштовного лікування бідняків лікаря на ліки виділялося 100 руб. на рік.
Порівняно швидкий розвиток ремесел торгівлі, сільського господарства зумовило потреби в грамотних людях. В 1839 році в Болградської початковій школі налічувалося 212 учнів. Сюди посилали на навчання своїх дітей і найбільш заможні сім'ї з довколишніх болгарських колоній, де ще не було своїх шкіл. У 1840 році відкрито училище для мерщика і землемірів, яке існували до 1850 року. З 1847 року розпочали працювати жіноча школа. Жителі Болграда та інших Болградському колоній на початку 50х років неодноразово зверталися в опікунську комітет в управління навчальними закладами, заступаючись про відкриття гімназії. Тривалий час підшукувалися приміщення для неї, кошти на утримання, складалися навчальні програми. Але відкриття її приміщення завадила Кримська війна.
За легендою, у грудні 1821 проїздом із Кишинева у Болграді зупинявся російський письменник О. С. Пушкін.
Після Кримської війни 1853—1856 рр. за Паризьким мирним договором південна частина Буджака, а в частині та Болград, відійшли до Молдавського князівства яке перебувало під владою Туреччини. Відторгнення роду, як і всієї Південної Бессарабії, від Росії тепер позначилося на становищі місцевого населення. Уряд Молдавського князівства обіцяло зберегти подаровані їм раніше права, привілеї, проте незабаром, порушивши обіцянку, спроба поширити на них закон про рекрутської повинності 8 листопада 1861 в Болграді зібралися жителі інших навколишніх сіл, щоб заявити про свій протест пустивши позбавлення їх колоністських прав. У зіткненні з солдатами і жандармами близько двадцяти осіб отримали поранення. Боячись нових виступів, влади змушені були відступити. У Болграді положення посилювалося. Багато болгари переселилися в Таврію.
У 1858 році уряд Молдавського князівства дало дозвіл відкрити в Болграді центральне болгарське училище з навчальною програмою. Молдавська влада широко афішували цей акт, роблячи вигляд, що облагодіяли, але не виділяли на утримання навчального закладу, ніяких коштів. Агресивно налаштовані вихованці навчальних закладів Росії, активно підтримували боротьбу місцевого населення, за повернення відторгнутих земель. Російська держава незабаром перетворилося на новий осередок культурного і суспільного життя Болграда. У його бібліотеці відкритою для всіх жителів міста, було значне кількість видань. У стінах училища друкувалися перекладені на болгарську мову. Видання училищною типографії поширювалися не тільки серед колоністів, а й серед населення поневоленої Болгарії. За 18 років тут надрукована була 61 книга, в різні роки видавалося 5 журналів і 4 газети.
Центральне болгарське училище було одним з важливих ланок духовного єднання російського і болгарського народів. Багато його вихованці брали участь у збройній боротьбі за визволення Болгарії, у відродженні батьківщини. Деякі з них проявили себе як вчені, фахівці в багатьох галузях знань, стали видними громадськими діячами. Це — академік А. С. Теодоров-Балан — перший ректор Софійського університету, історик Г. Дерманчев, фольклорист Г. Т. Янков, перший хоровий диригент Н. Миколаїв, засновники болгарської опери Д. Казаков та І. Вулпе

## 1860-70-ті роки

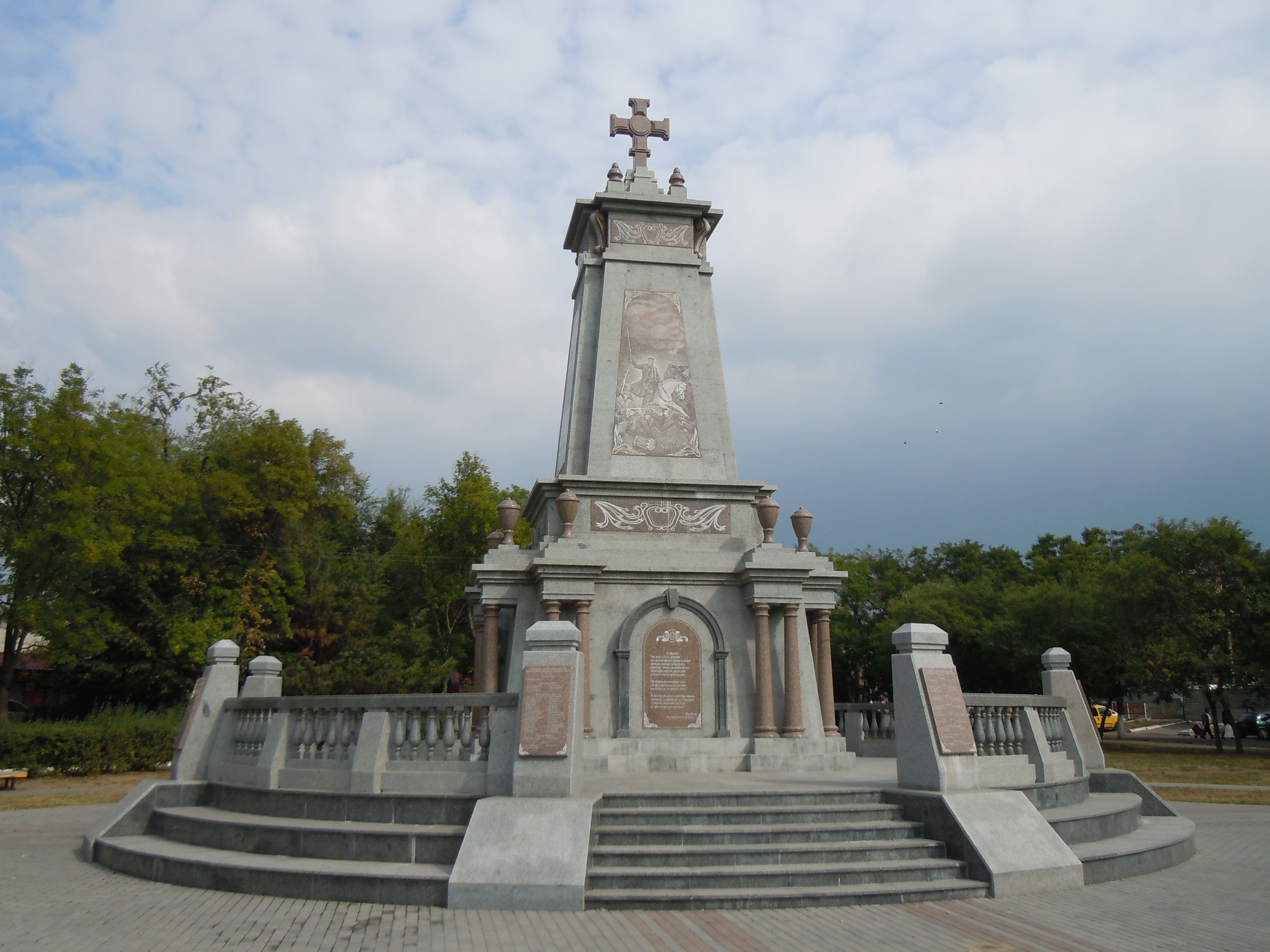
Монумент борцям за незалежність Болгарії

60-70-ті роки XIX ст. характеризувалися новим підйомом народного руху за звільнення Болгарії від турецького ярма. У Болград неодноразово приїжджали політичні діячі Георги Стойков Раковски, Любен Каравелов, в 1871 році тут проїздом побував Христо Ботев, твори якого, які закликали болгар на боротьбу з турецькими поневолювачами, часто друкувалися в болградських газетах.
У 1877 році почалася російсько-турецька війна, що принесла визволення Болгарії від турецького ярма. Багато болградці добровільно вступили до народного ополчення і брали участь у військових діях. Більше 150 з них загинуло в боротьбі за звільнення Болгарії.
У 1878 році Буджак, у тому числі і Болград, був повернений Росії. Болград знову почав швидко розвиватися як торговий місто. Цьому сприяло будівництво залізниці між Беідерамі і Галац, а також зручне розташування Болграда на перетині доріг між Ізмаїлом, Кагул і Кілією. Сюди приїжджали на ярмарки купці з Кишинева, Ізмаїла, Аккермана, а також з болгарських міст — Тирново, Ямбол, Варни.
Продовжувала зростати промисловість. У Болграді, як і колись, переважали дрібні підприємства, переробні місцеві сільськогосподарські продукти і сировину. За відомостями 1897 року, тут працювало п'ять гончарних, два черепичних, чотири шкіряних, чотири маслобойних та інші підприємства з числом робітників на кожному з них до десяти осіб, а також сім поліграфічних підприємств, на яких трудилося 127 робітників. У цей період почав діяти слабкий казенний пункт з переробки винограду і зберіганню вина. Малося і значна кількість ремісників-ювелірів, шкіряників, шевців, ковалів, гончарів та ін. Кількість жителів в 1897 році становило 7610 осіб, налічувалося 1109 будинків.
За містом вважалося 11 488 десятин землі, включаючи 243 десятини під городами і 960 десятин садів. 75 % орної землі належало шести місцевим багатіям. Сім'ї Абаджіевих, Анастасіева, Парушевих, Тіторових мали понад тисячу десятин кожна. Абсолютна ж більшість селян страждало від малоземелля. До того ж через низький рівень агротехніки врожайність була мізерною. Розвиток капіталізму посилило класове розшарування, загострило суперечності в середовищі колоністів. На рубежі XIX—XX ст. активізувалося робочий і селянський рух. 6 червня 1899 500 селян села Вулканешти, з'явившись в Болград, зажадали від земського комітету продовольчої позики «зважаючи спіткало їх неврожаю». До них приєдналися і деякі жителі Болграда. Поліція і солдати розправилися з учасниками виступу, заарештували 47 селян, 36 з них засудили до тюремного ув'язнення. З «поліцейських оглядів» півдня Бессарабії, які стосуються початку XX в., Випливає, що під наглядом поліції як «неблагонадійні» знаходилися декілька жителів Болграда.

## Революція 1905—1907 року
У липні 1905 року в Болграді виникла група РСДРП на чолі з уродженцем Софії, вихованцем Болградської гімназії А. В. Христєва, висланим з Одеси під нагляд поліції Болграда за участь у революційному русі студентів Новоросійського університету. У групу входили Н. С. Шишман з села Кубей, І. В. Христо, Н. С. Буянов, брати К. Д. і Ф. Д. Іванови, М. С. Димов, Н. А. Узунов, Г. І. Садаклієв, Ф. Д. Ярим та ін Вони організовували сходки кустарів, пекарів, візників, селян, поширювали марксистську літературу, листівки російською та болгарською мовами.
22 жовтня 1905 відбулося революційний виступ учнівської молоді Болграда під гаслами «Геть прогнилі основи держави!», «Геть прокляте самодержавний уряд і начальство!». Заняття перервалися на два дні. Зібравшись біля собору, гімназисти зажадали від священиків відслужити панахиду по студентах, убитим і закатованим жандармами в Петербурзі та Одесі. 15 грудня відбулося мітинг медичних працівників Болградського земства. У своїй резолюції вони відзначали, що прохання населення до місцевої влади і до вищих органів про поліпшення «лікарської справи» залишаються «гласом волаючого в пустелі». Учасники мітингу вимагали від земства відкрити при Болградської лікарні хірургічне відділення, виступили за необхідність збільшення оплати праці, за надання відпусток, обов'язкове страхування життя медперсоналу. Вони створили своє відділення Бессарабського медичного союзу.
Наприкінці 1905 року в Болграді було розповсюджено звернення Болградської народної прогресивної організації до бессарабських болгар, яка закликала їх виступити в союзі з російськими братами проти царизму, буржуазії, за свободу, братерство і рівність. У зверненні давався відсіч болгарським буржуазним націоналістам, раболіпство перед царизмом.
Масовий страйк солідарності з пролетаріатом Росії провели в 1906 році вихованці гімназії. У наступному році вони знову застрайкували, виступивши проти реакційних порядків у своєму навчальному закладі, і зажадали прийняти в гімназію трьох учнів, виключених за виступ проти чорносотенців. Продовжувалася боротьба і в 1907 році. Робочі Болграда виступали з вимогами поліпшення умов праці на підприємствах. Газета «Бессарабська життя», характеризуючи їх положення, писала 17 квітня 1907: «Робітники місцевих майстерень, цілком надані їх господарям, піддаються експлуатації, яка доходить до жахливих розмірів. Є майстерні, де працюють по 16-17 годин на добу. Недоїдання і перевтома зробилися звичайними явищами».

## 1907—1917 роки
Після поразки революції реакція перейшла в наступ. За участь у революційному русі багато жителів міста були заарештовані і кинуті у в'язниці. Навесні 1908 члени Болградської групи РСДРП піддалися арешту, проте протести жителів Болграда змусили владу віддати їх «на поруки під нагляд поліції». Репресій не змогли зламати революційний дух народів. Напередодні 1 травня 1908 РСДРП видала прокламацію тиражем в 750 екземплярів, яка закликала робітників до страйку. Політичні листівки з'явилися в місті і в 1910 року.
Болградський соціал-демократи збирали гроші у допомозі більшовицької пресі. Н. С. Буянов і, Ф. Д. Іванов поширювали «Правду» серед трудящих. А. Б. Христо мав безпосередні зв'язки з редакцією, отримував звідти нелегальну літературу, спілкуванні з Петербурга на ім'я начальника Бессарабського губернського жандармського управління вказувалося, що в 1914 році при огляді рукописних документів «Правди» встановлені факти відправки літератури в Болград А. В. Христову. Белградська група РСДРП на чолі з А. В. Христєва була в той єдиної в Бессарабії більшовицькою організацією. Вона активно підтримувала більшовицьку фракцію четвертої Державної думи. У листі белградських більшовиків до редакції «Правди» від 12 лютого 1914 зазначалося, що вони вітають освіта «всеросійської демократичної робочої фракцій» і бажають їй успіху «у важкій роботі». Для захисту інтересів трудящих, залучення їх на бік більшовиків Болградському соціал-демократи використовували всі легальні можливості, в тому числі кооперативні товариства. У 1913 році за участю більшовиків створено споживче товариство «Трудовий союз» для надання допомоги нужденними робочим.
Наприкінці 1913 початку 1914 року до рук жандармського управління потрапили матеріали про діяльність Болградської групи РСДРП. 5 липня 1914 А. В. Христо, Н. С. Буянов, Ф. Д. Іванов, Ф. Д. Ярим, М. С. Димов і В. С. Делі-Недєльчев піддалися арешту за революційну діяльність. Під час обшуку тільки у А. В. Христєва вилучили понад 200 брошур і книг різних найменувань, у тому числі Такі роботи як: «Вісімнадцяте брюмера Луї Бонапарта», «Громадянська війна у Франції»; В. І. Леніна «Перемога кадетів і завдання робітничої партії», «Аграрне питання і „критики“ Маркса», заарештованим загрожувала посилання, але почалася перша світова війна, і восени 1914 Болградському більшовики опинилися на фронті.
До цього часу Болград налічував 13800 жителів. У ньому діяли 6 невеликих підприємств і 34 ремісничі майстерні, де було зайнято 130 робітників. Обсяг виробництва продукції в грошовому обчисленні становив усього 21,7 тис. руб. на рік. Значна кількість населення ремісники-кустарі. Частина жителів займалася сільським господарством.
На 28 вулицях міста налічувалося близько 2 тис. будинків, але лише четверту їх частину складали кам'яні. Центральний бульвар мав асфальтовані тротуари і вечорами висвітлювався 20 гасовими ліхтарями. Решта вулиці були забудовані саманними будинками. Клубу, бібліотеки не існувало, але зате було 5 церков, 38 трактирів і буфетів. Діяло 5 платних лікарень на 46 ліжок, де працювали 5 лікарів, 14 фельдшерів і 6 акушерок. Ці медичні працівники обслуговували і жителів навколишніх сіл, тому на одного лікаря припадало 13 800 жителів. У місті було дев'ять початкових шкіл. У 1880 році відкрилося трикласне жіноче училище, перетворене в 1886 році в гімназію. У 1884 році в гімназію було перетворило центральне болгарське училище. У всіх цих навчальних закладах навчалося 1540 дітей, працював 71 викладач. Учні складали 11,2 % від загального числа жителів міста, — цей показник був утричі вище середнього по Бессарабської губернії.
У зв'язку з початком першої світової війни багато сімей позбулися годувальників, відправлених на фронт або на будівництво військових укріплень. Розорялися через нестачу сировини кустарі і дрібні підприємства, різко зросло безробіття. У важкому становищі опинилися і жителі, які займалися сільським господарством. У звіті завідувача державними земельними майна за 1916 рік указується що в районі Болграда налічувалося 880 бідних селянських господарств, які орендували казенну землю. Недоїмки їх до цього часу склали 226 тис. руб. Орендна плата продовжувала зростати, порівняно з 1910 роком вона збільшилася вдвічі.
Після Лютневої буржуазно-демократичної революції 1917 року трудящі Болграда спільно з революційними солдатами роззброїли і скасували поліцію, змістили стару реакційну адміністрацію за прикладом братнього російського народу в травні 1917 року створили орган народної влади — Рада робітничих депутатів. Однак більшість місць у ньому заплатили представники угодовських партій — есери і меншовики. У боротьбі за маси белградським більшовикам допомагало Московське бюро ПК РСДРП (б), яке в травні-червні 1917 року на прохання болградців початок посилати в місто більшовицьку газету « Правда», («Солдатська правда») Велику революційну роботу розгорнули більшовики Н. С. Шішмащ, В. І. Рябнов, В. І. Іскімжі. Їм активно допомагали солдати 5й армії.

## Липень 1917— початок 1920-х років
Влітку 1917 року класова боротьба в Бессарабії, в тому числі і в Болграді, загострилася. Бідняки намагалися почати розділ поміщицьких і церковних земель. Буржуазна газета «Вільна Бессарабія» повідомляла: «Селяни вперто відмовляються входити в угоди і вирішили не рахуватися з орендними договорами, самоправно забирати хліб з поля і не допускати найманих робітників». Відбулося також виступ прикажчиків торгово—промислових підприємств міста, які вимагали введення 8-годинного робочого дня і збільшення заробітної плати на 50 %. Після липневих подій 1917 року контрреволюція перейшла у відкритий наступ. У Болграді була арештована група агітаторів—більшовиків. 20-25 вересня 1917 о Кишиневі відбувся Бессарабський губернський з'їзд робітничих і солдатських депутатів, на якому представники Болграда більшовики Калінін і негода, освітивши стан справ у місті, вимагали зміни влади, наведення революційного порядку в краї.
У Болграді 20 листопада відбулася конференція членів РСДРП (б) 6-ї армії, більшовицька фракція якої і армійський комітет були опорою Радянської влади на лівому фланзі Румунського фронту. Схваливши перші декрети Радянської влади, учасники конференції послали вітальну телеграму Раді Народних Комісарів. На 2-му з'їзді Румчерода, що відбувся в грудні 1917 року в Одесі, А. В. Христєва призначили заступником голови ЦВК Румчерода та керуючим справами, а також обрали одним із керівників фронтотдела Румчерода.
Після з'їзду в Болграді почалася підготовка до збройного повстання. 6 січня 1918 на спільному засіданні більшовицького комітету 6-ї армії та місцевої організації РСДРП (б) за участю представника Одеської більшовицької організації було вирішено розпочати повстання в ніч з 8 на 9 січня і встановити в місті Радянську владу. Керував підготовкою до повстання військово-революційний штаб (ВРШ). У його розпорядження надійшло близько 500 солдатів. Під керівництвом більшовиків В. І. Райнова, Г. І. Садаклієв, А. В. Христєва швидко йшло формування болгарського революційного полку. До 8 січня в ньому налічувалося близько 600 чоловік. У ніч з 8 на 9 січня в результаті переможного повстання владу в Болграді перейшла в руки Ради робітничих депутатів.
На початку січня 1918 року в Бессарабію вторглися війська буржуазно-поміщицької Румунії. Трудящі і революційні солдати під керівництвом більшовиків готувалися до відсічі окупантам. Але сили виявилися нерівними. 12 січня після артилерійського обстрілу, румунські війська захопили місто. Багатьом захисникам Болграда вдалося піти. Їх загін у кількості 550 осіб, прибувши 16 січня в Одесу, взяв участь у боротьбі за встановлення там Радянської влади.
Сотні болградцев пройшли славний бойовий шлях у роки громадянської війни. Вони билися з внутрішніми і зовнішніми ворогами країни Рад у складі 1-го Бессарабського Радянського полку, перейменованого в липні 1919 року в 402-й стрілецький полк кавалерійської бригади Г. І. Котовського, а також в інших підрозділах. Багато болградців, покинувши місто у зв'язку з окупацією його буржуазно-поміщицької Румунією, брали активну участь в соціалістичному будівництві в різних районах Радянського Союзу. Відомим партійним і державним діячем став А. В. Христа. У 1920 році його призначили заступником народного комісара Робітничо-селянської інспекції УСРР. У 1922—1924 рр. він працював директором оборонного підприємства в Москві, одночасно був обраний головою товариства бессарабців в СРСР. Його дочка Л. А. Христєва — видатний вчений, доктор сільськогосподарських наук, професор, багато років очолювала Всесвітня Рада по торфу.
У Болграді окупанти вчинили жорстоку, розправу над борцями за встановлення Радянської влади, але встигли піти з міста. Загарбники вивезли з місцевих складів 2,5 млн пудів зерна. Вони встановили в краї військово-колоніальний режим терору і насильства. Селян піддали жорстокої експлуатації, у них відібрали землі. У важкому становищі опинився і нечисленний робітничий клас. Уся промисловість Болграда складалася з випопунктів, сироварні, швейної майстерні, шкіряно-дубильного цеху та гончарної майстерні. Заробітна плата була мізерною, робочий день тривав 14-15 годин. На винопункті в 1933 році юнаків і дівчат примушували працювати 85 годин на тиждень. Напередодні базарних днів роботу закінчували в 10-11 годин вечора, надурочні роботи не оплачувалися. Охорона праці та державне страхування були відсутні. Світова економічна криза 1929-4933 рр. торкнувся і Бессарабію. Багато селян розорилися, хронічної стало безробіття. Робітники, ремісники, селяни залишали рідне місто і вирушали в пошуках щастя до Америки, країни Західної Європи. У результаті число жителів Болграда скоротилося з 18 тис. в 1923 році до 12,9 тис. в 1930.
У місті діяла тільки одна лікарня (інфекційна) на 25 ліжок і амбулаторія, де працювали два лікарі. Лікування було платним. З 1936 року міністерство охорони здоров'я не виділяла лікарні ніяких коштів. У місті швидко поширювалися хвороби, лютували епідемії. Смертність, особливо дитяча, досягла величезних розмірів: з тисячі дітей у віці до одного року вмирало 200. Дитячі життя забрала епідемія скарлатини, що спалахнула в 1923 році. У підпорядкуванні прімаркі зводився єдиний у місті дитячий садок.
Трудящі піддавалися не тільки соціальному, але національному обмеження. Окупанти проводили політику насильницької румунізації краю. Болгарські навчальні заклади в Болграді закрили, а вчителів А. Константинова, К. Агура, І. Мальчева та інших заарештували за те, що вони відстоювали право викладання рідною мовою. Офіційною мовою стала румунська. Переслідувалися будь-які прояви національної культури. Однак діти у навчальних закладах, дорослі на вулицях продовжували говорити рідною мовою.
З перших же днів окупації Бессарабії трудящі під керівництвом комуністів активно включалися в боротьбу проти загарбників, за возз'єднання з Радянською Батьківщиною. Наприкінці 1918 року в Болграді повернула діяльність комуністична організація очолювана А. Клюшникова (Неніним). У Протягом 1919 року окупанти заарештували членів організації Віктора та Тодора Дуков, П. Кирилова, М. Брюсова, В. Стойков та ін. Але й після цього більшовицька агітація та пропаганда серед трудящих тривала. Організація була розкрита 25 грудня 1920, арешту піддалися 30 комуністів.

## 1924—1940 роки
У 1924 році спалахнуло Татарбунарське повстання. Болградський підпільники також готувалися до участі в ньому. Оскільки повстання почалося раніше наміченого терміну, більшість населення Південної Бессарабії не встигла вступити в збройну боротьбу проти румунських окупантів.
Незважаючи на поразку Татарбунарського повстання, революційний рух у краї не припинялося. Наприкінці 20-х років В. Такоогло, В. Стоянов, І. Каляєв та інші поширювали серед трудящих газети «Правда», «Известия», листівки, а так само проводили усну агітаційну роботу. Влітку 1923 відновила діяльність Болградська підпільна партійна організація, очолювана Д. Беньямовічем. 17 жовтня наступного року румунські власті розкрили організацію і заарештували 21 члена партії, у тому числі Н. Марущенко та Я. Беньямовіча, раніше судимих за комуністичну діяльність, В. Стоянова, Н. Мотащенко, Н. Масленнікова та ін У донесенні судового інспектора підкреслювалося, що якийсь Б. Мельников з Болграда, студент літературного факультету Бухарестського університету, виступав зв'язковим між центральною і місцевою організаціями, привозив до Болград нелегальну літературу та інструкції для районної організації. 8 заарештованих комуністів були засуджені до термінів тюремного ув'язнення.
Активну участь у революційній боротьбі брав і Г. Сербов. У 1922 році він став членом Комуністичного союзу молоді, в 1929 — членом Комуністичної партії Румунії. За революційну діяльність І. Г. Сербов в 1936 році підлягав арешту. Через рік після звільнення добровільно встав до лав бійців—інтернаціоналістів і боровся проти фашизму в Іспанії. Після поразки республіканської Іспанії перейшов французьку вулицю, був інтернований, знаходився в одному з таборів в Африці. За клопотанням Радянського уряду в 1943 році звільнений і повернувся на батьківщину (Помер у Болграді у 1970 році).
У 30-40-і роки буржуазно-поміщицька Румунія опинилися під повним контролем фашистської Німеччини, яка розглядала Бессарабію як плацдарм для нападу на Радянський Союз. З цією метою, зокрема, почалося будівництво стратегічної шосейної дороги Болград — Ізмаїл. Великого розмаху в краї набув антифашистський рух, очолюваний бессарабським обласним антифашистським комітетом. Згідно з його рішенням від 27 вересня 1933 відкривалися місцеві антифашистські комітети і групи. Кілька таких груп діяло в Болграді.
У ніч на 28 червня 1940 загони робітників Болграда, очолювані комуністами, роззброїли румунська гарнізон, зайняли пошту, ряд підприємств та установ міста. Вулиці заалелі червоними прапорами. Вранці святково прикрашена колона болградців попрямувала до залізничної станції зустрічати радянських воїнів-визволителів. Тут відбувся багатолюдний мітинг, в якому брали участь росіяни, українці, болгари, молдавани, гагаузи. У зверненні Болградського комітету тимчасового місцевого управління до трудящих міста, у зв'язку з вигнанням румунських окупантів, говорилося: «Громадяни та громадянки Радянського Белграда ! Нарешті і для нас настав радісний день. Тепер ми вільні від будь-якої експлуатації, знущання і наруги румунських бояр … Наше завдання — ще сильніше кріпити тісний зв'язок з Червоною Армією у зміцненні завоювань свободи». У газеті «Правда» від 30 червня 1940 було опубліковано вірш В. І. Лебедєва-Кумача, в якому він гаряче привітав звільнення Бессарабії та й Північної Боковини.

## 1940—1944 роки
У серпні 1940 року в складі Ізмаїльської області створено Болградський район. Розгорнув діяльність виконком районної Ради депутатів трудящих. Під керівництвом комуністів і депутатів Ради почалося відновлення промислових підприємств, зруйнованих або законсервованих румунськими підприємцями. Незабаром налагодилося виробництво борошна, вина, олії і вершкового масла, взуття. За короткий термін реконструйовані винопункт, масло-, сирозавод, швейна майстерня; вступили до ладу діючих цех чавунного лиття, заводи — цегельний, з виробництва вапна та шкіряний; налагоджено гончарне виробництво; відкрилися майстерні — авторемонтна, за забарвленням шерсті і сукна, слюсарні та столярні. Побудована автобусна станція. Працевлаштовано 2,5 тис. безробітних. За перші 7 місяців після звільнення на підприємствах міста справили чавунного литва на суму 55,5 тис. руб., взуття — на 66 тис. руб., шкіряних виробів — на 85 тис. руб., швейних — на 45 тис. руб. Наприкінці 1940 року на базі колишнього агропункту і вільних міських земель створений плодорозсадник, що зайняв площу 200 гектарів.
По-новому стали жити трудящі Болграда. Росла їх політична та виробнича активність, підвищувалася культура, поліпшувався побут, перебудовувався і спосіб життя. Вперше жителі стали користуватися безкоштовною медичною допомогою в лікарні, поліклініці, пологовому будинку, тубдиспансері. Жителів міста обслуговували 5 лікарів і 12 фельдшерів; кількість лікарняних ліжок збільшилася до ста. За період з дня визволення і до кінця 1940 року на охорону здоров'я трудящих було асигновано 411 тис. рублів.
Вдвічі порівняно з 1939 роком збільшилася кількість учнів і вчителів у школах; на народну освіту було витрачено 820 тис. руб. У місті працювали одна семирічна і чотири початкові школи, в яких 27 вчителів навчали 1870 учнів. Розгорнулася робота по ліквідації неписьменності дорослого населення. До цієї справи залучалися вчителі, лікарі, агрономи, а також представники військових частин. У листопаді 1940 року вийшов перший номер районної газети «Ленінський шлях».
Однак подальшому розвитку міста, зростанню добробуту і культури трудящих завадила війна. Звістка про напад фашистів на Країну Рад болградці зустріли з болем і обуренням. Багато з них брали участь у будівництві оборонних споруд, в евакуації матеріальних цінностей. 22 липня 1941 в Болград вторглися німецько-фашистські та румунські загарбники. Вони встановили режим терору і насильства. У 1941 році кинули до в'язниці 8 радянських активістів, 40 — зрадили суду, ще 110 включили до списку « підозрюваних». Репресувалися люди за те, що за Радянської влади виступали на зборах, в стінній друку, за збереження радянських підручників, грамплатівок. До початку 1942 року знищило, заслано в рабство, кинуто в концтабори і в'язниці близько 3 тис. жителів. На південній околиці міста окупанти створили концентраційний табір, де разом з іншими військовополоненими перебувало понад 700 бессарабців. Як свідчать жандармські звіти, в'язні піддавалися катуванням, їх виганяли на роботу взимку в сорочках. У таборі лютувала дизентерія, що забирала щодня 3-4 життя. 180 полоненим восени 1941 року вдалося втекти. 465 осіб; вбито і закатовано в таборі.
З перших днів окупації в місті почала діяти підпільна група, до якої входили В. С. Арнаутов, В. І. Георгієв, В. І. Гусєв, В. Т. Дімов, В. В. Добрев, А. А. Іванов, В. В. Каракулаков, Д. Д. Касап та інші. Члени групи створили в Болградському районі розгалужене підпілля. З жовтня 1941 року розгорнула роботу підпільна комсомольсько—молодіжна організація, що об'єднала 24 людини. У 1943 році дорученням Болградської підпільної групи А. А. Панов організував молодіжний підпілля в селі Червоноармійському, а колишній інструктор Болградського райкому І. П. Колєв очолив підпільну комсомольсько-молодіжну організацію в селі Владичень. Патріоти-підпільники слухали радіопередачі з Москви, розповідали населенню правду про становище на фронтах, організовували саботаж заходів окупаційної влади, збирали продукти та одяг для радянських військовополонених.
З наближенням лінії фронту до міста окупанти почали вивозити награбоване майно, обладнання підприємств, культурні цінності. Протягом трьох днів спеціальна команда підпалювала і склади, в результаті чого були перетворені на руїни 553 житлових будинки, клуб, бібліотека та ін.

## 1944—1950 роки
25 серпня 1944 в Болград вступили підрозділи 31-го гвардійського стрілецького корпусу 46-ї армії 3-го Українського фронту. Жителі допомогли саперам побудувати міст через яр, забезпечило швидке просування частин Червоної армії на Захід.
591 житель Болграда воював у лавах Червоної Армії в період Великої Вітчизняної війни. 34 з них загинули смертю хоробрих на полях битв. За мужність, виявлену в боях за Батьківщину, 557 болградців нагороджені орденами і медалями. Славний бойовий шлях пройшла белградська вчителька, яка брала участь в обороні Одеси, Севастополя і Кавказу, у бойових операціях на Пруті в Дунаї. Володіючи іноземними мовами, вона у складі загонів спеціального призначення проводила антифашистську пропаганду серед противника, брала участь у рейдах по тилах ворога за бойові заслуги нагороджена орденом Вітчизняної війни 1-го ступеня, а за доблесну працю в післявоєнний період — орденом «Знак Пошани».
Мужньо боролися у складі антифашистських рядів братської Болгарії болградці 3. Алача, який став партизаном. Л. І. Желязков став політкомісарів партизанського загону і загинув у нерівному бою з гітлерівцями 11 березня 1941. Л. І. Желязков — національний герой Болграда. Жителі цієї країни шанують нам'яти уродженця Болграда мужнього антифашиста П. Е. Карайванова. Пізніше, його призвали в румунську армію. За революційну діяльність він був засуджений і відправлений до табору, звідки втік до Болгарії і вступив в румунський загін. Загинув у листопаді 1944 року.
Незабаром приступили до відновлення зруйнованого окупантами господарства. Підприємства не працювали, не було житла, населення зазнавало гостру потребу в перших документах першої необхідності.
Загальна сума заподіяного німецько-фашистськими загарбниками склала майже 4 млн рублів. Колишній голова виконкому Болградського міської Ради Н. А. Давидовський згадував: зруйновані будинки, розграбовані установи такий вигляд мав місто до часу приходу військ. Відновлення почалося в перший же день визволення. Кожен громадянин вважав своїм обов'язком працювати на відбудові рідного міста.
З рішеннями ЦК КПРС і ЦК Компартії України у звільнені райони західних областей республіки, в тому числі І в Болград, були відправлені досвідчені партійно-господарські кадри очолили партійні, радянські, комсомольські органи, підприємства та організації. Відновними районами керували комуністи. Райком комсомолу в листопаді-жовтні 1944 року створив 39 комсомольсько—молодіжних бригад, які відремонтували водокачку, лікарню, мости, дороги і електрику. Держава надала велику допомогу у відновленні промислових артілей, маслозаводу, механічній системі, шкіряного і вапняного виробництва.
До початку 1945 року відкрито гостинця, лазня, перукарня, лікарня, дитсадок, ясла, налагоджувалося громадське харчування. З радістю зустріли болгари День Перемоги 9 травня 1945 року, в місті відбулися демонстрації трудящих, в якій взяли участь 7 тис. осіб.
Після закінчення війни відродження господарства йшло більш швидкими темпами. У 1945 році створили винозаводоуправління, які об'єднали 19 винопунктів Болградського та Ренійського районів. У наступному році на базі напівкустарною майстерні заснована швейна фабрика. У перший час тут працювало всього 45 чоловік, обсяг випущеної продукції в грошовому плані не перевищував 500 тис. руб. на рік. У 1949 році на околиці міста почали діяти майстерні капітального ремонту тракторних двигунів.
Матеріальну і технічну допомогу в налагодженні роботи підприємств надали трудящі багатьох міст України — Черкас, Ізмаїла, Сімферополя та інших, а також братських союзних республік. Так Болградський винозавод отримав виноробне обладнання з Сімферополя, Бердичева, Сміли, Черкас, Тбілісі; механічні майстерні — шліфувальні верстати з Москви (завод «Червоний пролетар») та Черкас, балансуючу машину з Тбілісі. На швейну фабрику надійшло обладнання, зроблене на Подільському механічному заводі.
До кінця 1945 року в місті було відновлено 111 будинків загальною житлоплощею 7424 кв. метра. Понад 4,5 тис. людино-годин відпрацювали болградці на очищення вулиць, скверів, ремонті тротуарів, 14 тис. людино-годин витратили на благоустрій доріг і мостів. На недільниках капітально відремонтували 4,5 тис. кв. метрів шосе. Були відновлені радіовузол, будинок культури, міська бібліотека, книжковий фонд якої перевищував 5 тис. томів, відкриті читальний зал, міський сад. На місці зруйнованого кінотеатру споруджений новий. Відродження господарства завершилося до 1950 року.
Значно поліпшилося медичне обслуговування. У районній лікарні на 140 ліжок і поліклініці працювали 22 лікаря та 58 осіб з середньою медичною освітою. Велика увага приділялася профілактиці захворювань. Почали діяти медичні пункти на всіх промислових підприємствах і в дитячих установах.
З введенням обов'язкового семирічного освіти одну з чотирьох початкових шкіл Болграда перетворили в семирічну. Колишня семирічна стала середньою. У 1950 році в них 76 вчителів навчало 1,5 тис. учнів. Значних успіхів досягла економіка міста в наступний період. У початку 1952 року тут діяло вісім підприємств. Успішно розвивалася місцева промисловість. У липні з райпромкомбінату виділився в самостійне підприємство хлібозавод. У тому ж році невелике автогосподарство стало автопідприємством, У 1954 році майстерні капітального ремонту тракторних двигунів перетворені в завод з ремонту двигунів для автомашин ГАЗ-51. З 1956 року діє «міжколгоспбуді». Спочатку він вів будівництво тільки тваринницьких приміщень, а коли його виробнича база зміцніла, почав також спорудження шкіл, дитячих дошкільних закладів, будинків культури та інших об'єктів. Загалом до кінця 1958 року випуск продукції на підприємствах у порівнянні з 1950 роком зріс у 4 рази.

## 1950—1975 роки
За 1950—1958 рр. побудовано більше 600 індивідуальних житлових будинків, почалося будівництво трьох-і п'ятиповерхових будівель. Змінилися центральні магістралі; вулиці заасфальтовані, озеленені; упорядкована зона відпочинку. У 1958 році введено в дію ще один лікувальний корпус районної лікарні, яка вже нараховувала 200 ліжок. Тут працювали 56 лікарів та 165 чоловік з середньою медичною освітою. Значні зміни відбулися і в народну освіту. У двох середніх і двох семирічних школах 150 вчителів навчали 2,1 тис. учнів; був відкритий будинок піонерів. Проведено реконструкцію районного будинку культури. Книжковий фонд двох діяли в місті бібліотек зріс до 26 тис. екземплярів.
У 1961—1965 рр. проведені реконструкція і розширення багатьох діючих підприємств — авторемонтного заводу, виноробного заводу, швейної фабрики, що стала в 1964 році типової фабрикою масового пошиття плащів. У тому ж році з села Табаков на територію Болграда переведено районне об'єднання «Сільгосптехніки». Підприємство мало ремонтну майстерню, автогараж, пункт технічного обслуговування. У цей період в місті побудовані комбінати громадського харчування та побутового обслуговування, автоматична телефонна станція.
Значних темпів розвитку досягли промисловість, транспорт, служба побуту в дев'ятій і в перші роки десятої п'ятирічок. Колектив швейної фабрики об'єднує 325 чоловік. На підприємстві проведена велика робота з механізації та автоматизації виробничих процесів. У цехах встановлено 125 швидкісних машин. Всі основні процеси механізовані. Щорічно в торговельну мережу республіки надходить 224 тис. чоловічих і жіночих плащів. У 1977 році підприємство випустило продукції в 25 разів більше, ніж 30 років тому.
Найстаршим підприємством міста є виноробний завод, що спеціалізується на випуску виноматеріалів для виробництва шампанських, марочних, сортового і ординарних вин. Крім того, завод виробляє коньячні спирти. Освоєно виробництво марочних вин «Болградське», «Оксамит Украши», «Перлина степу». У 1976 році вино «Болградське» удостоєно державного Знака якості. Підприємство обладнане новітньою технікою. Для зберігання вина споруджено 180 бетонних амфор загальною ємністю 1220 тис. декалітрів, побудовані сучасні винні підвали, склади. Завод приймає на переробку виноград від усіх колгоспів і радгоспів району. Потужність його — 3,5 тис. тонн винограду на добу.
Крупним міжрайонним підприємством став авторемонтний завод. На початку десятої п'ятирічки він ремонтував понад 300 двигунів на місяць. За 1967—1977 рр.. валове виробництво продукції на тих же площах збільшилася в три рази.
Значно розширилася виробнича база «міжколгоспбуду». У 1969 році споруджено цегельний завод потужністю 3,6 млн штук цегли на рік, завод залізобетонних виробів на 4,5 тис. кубометрів на рік, лісопильний і столярний цехи, освоєно виробництво газобетону. Повністю механізовані процеси приготування розчину і бетону, на всіх об'єктах працюють підйомні механізми. Транспортування цегли, розвантаження цементу, заготівля столярних виробів також механізовані. На підприємстві зайнято більше 400 осіб, у тому числі 10 фахівців з вищою освітою і 13 техніків. Зростає продуктивність праці. За восьму п'ятирічку виробіток на одного трудівника склала 12,4 тис. руб., А за дев'яту — 21 тис. руб., Або 102,6 відс. запланованої. У районному об'єднанні «Сільгосптехніки» за роки восьмої п'ятирічки проведено реконструкцію виробничих об'єктів, побудовані майданчики з бетонним покриттям для стоянки машин, типові бокси, забезпечена зовнішня мийка тракторів. У дев'ятій п'ятирічці продовжувалося розширення виробничих потужностей, покращилися умови праці. У 1973—1977 рр. побудовані токарно-механічний цех, станції технічного обслуговування засобів механізації в тваринництві, технічний обмінний пункт і контрольно-технічний пункт в автопарку. Маючи необхідну технічну базу, об'єднання знецінює ремонт різноманітної сільськогосподарської техніки, виконує роботи з механізації трудомістких процесів у тваринництві. Господарським способом із залученням громадськості споруджені автогаражі, клуб, їдальня, побудований спортивний зал. У позаурочний час робітники упорядкували і озеленили територію, заклали квітники і клумби, посадили фруктовий сад. Інтенсивно розвивається транспорт. Шосейні дороги пов'язують Болград з містами Одеської та Миколаївської областей, Молдавської РСР. Збудована сучасна автостанція, обслуговуюча пасажирів 45 міжміськими, 26 транзитними, 111 приміськими і 120 внутрішньоміськими рейсами. Міське автопідприємство має більше 100 пасажирських автобусів і 25 таксомоторів. Воно забезпечує автосполучення всі населені пункти Болградського і частково Ренійського районів. У місті є аеропорт, що приймає пасажирські літаки Як-40.

## Від 1976 року
У першому році десятої п'ятирічки робочі радгоспу проявили цінну ініціативу — своїми силами заклали персикові сади в трьох колгоспах району. Щорічно різні куточки області і республіки відправляється понад мільйон саджанців виноградних щеплень цінних сортів. Радгосп перетворився на великого постачальника саджанців для садів і виноградників на Одещині та в Криму.
Завдяки ударному праці робітників колективів, удосконалення та модернізації виробництва неухильно зростає випуск продукції, підвищується її якість. Значних успіхів у соціалістичному змаганні домігся колектив районного об'єднання «Сільгосптехніки». Підприємство занесено до Книги трудової слави Одеського обкому Компартії України. Дев'ятій п'ятирічці трудівники об'єднання чотири рази виходили переможцями у республіканському реалістичному змаганні і отримували перехідний Червоний прапор Ради Міністрів УРСР. 32 людини удостоєні урядових нагород. У цілому промисловими підприємствами міста план дев'ятої п'ятирічки за обсягом валової продукції виконано на 100,7 відс., а за обсягом реалізації — на 103,3 відс. Тільки підприємства, що випускають товари народного споживання, реалізували продукції понад план на 15 млн рублів.
Успішно впоралися трудящі міста із завданням першого року десятої п'ятирічки. План за обсягом промислового виробництва виконано на 102,3 відс., З реалізації продукції — на 102,4 відс., зростанню продуктивності праці — на 102,5 відс. Трудівники Болградському підприємств гаряче підтримали почин передових колективів країни: «П'ятирічці якості — робочу гарантію».